# منطقة فدرالية

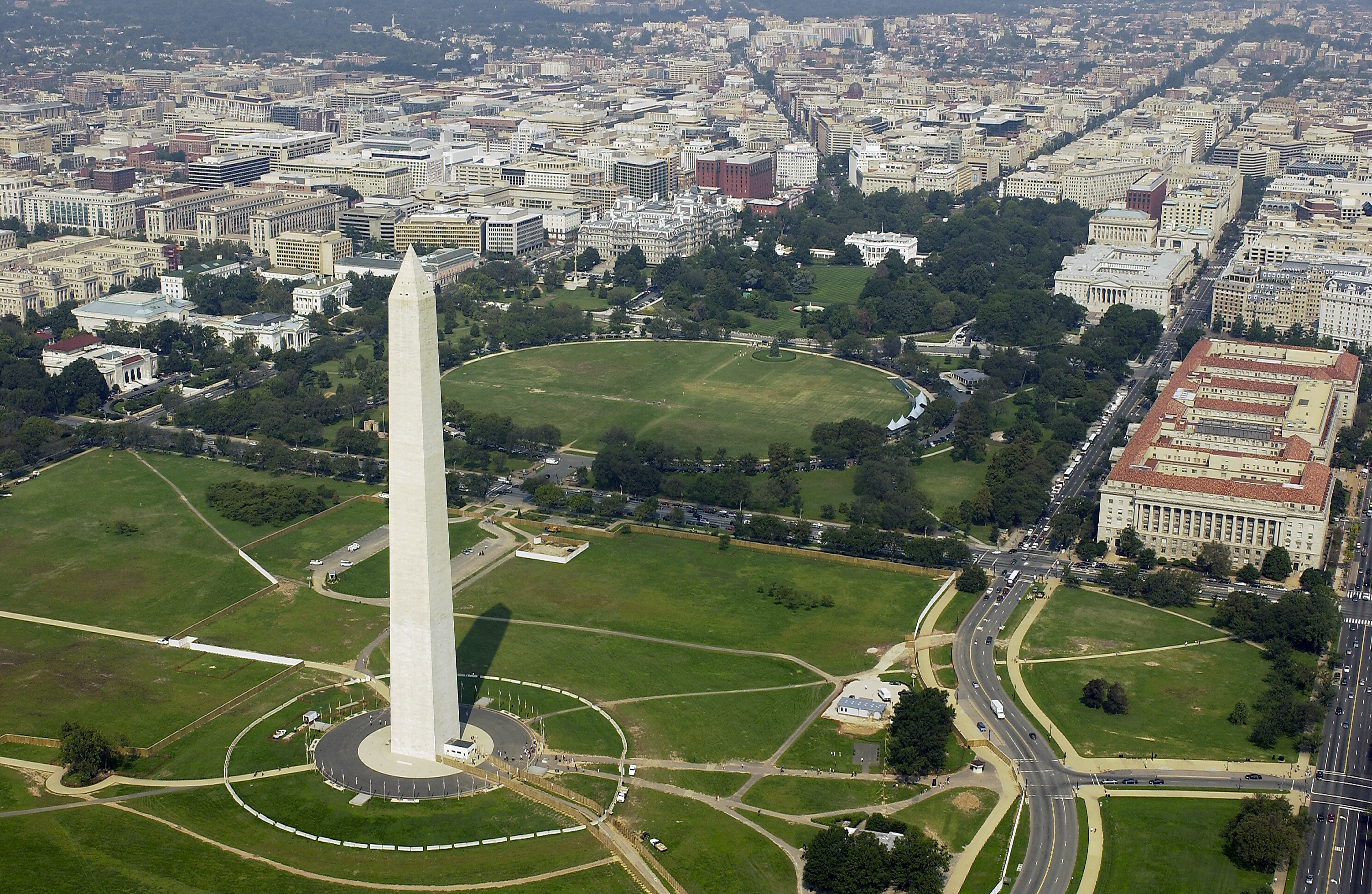

منطقة فدرالية هي نوع من التقسيم الإداري لاتحاد، عادة تحت السيطرة المباشرة لحكومة اتحادية وتنظم في بعض الأحيان في هيئة بلدية واحدة. غالبًا ما تشمل المقاطعات الفدرالية مقاطعات العاصمة، وهي موجودة في اتحادات مختلفة في جميع أنحاء العالم.

## الولايات المتحدة الأمريكية
يقع مقر الحكومة الفدرالية الأمريكية في واشنطن في منطقة اتحادية تسمى مقاطعة كولومبيا. وتسمى المناطق الأخرى التي تديرها الحكومة الفدرالية والتي تقع ضمن إحدى الولايات الخمسين، ولكنها لا تخضع لولايتها القضائية.

## اميركا اللاتينية
- المقاطعة الفدرالية (البرازيل)، حيث تقع العاصمة البرازيلية برازيليا.
- العاصمة (فنزويلا)، حيث تقع العاصمة الفنزويلية كاراكاس .
- المنطقة الفدرالية السابقة (الأرجنتين)، تم تحويلها إلى مدينة بوينس آيرس المستقلة في عام 1994.
- المنطقة الفدرالية السابقة (المكسيك)، تم تحويلها إلى مدينة المكسيك في يناير 2016.

## نيجيريا
تقع منطقة العاصمة الاتحادية في وسط نيجيريا، وتشمل أبوجا، عاصمة البلاد، وتم تشكيل المنطقة في عام 1976 من أجزاء من ولايات ناساراوا، نيجر وكوجى. وتدار من قبل إدارة إقليم العاصمة الفدرالية، برئاسة وزير معين من قبل الرئيس.

## الهند
في الهند، يستخدم مصطلح الأراضي الاتحاد لتسعة أقاليم تحكم مباشرة من قبل الحكومة المركزية مع رئيس الوزراء و نائب الحاكم وهم: جزر أندامان ونيكوبار، شانديغار، دادرا وناغار هافيلي، دمن وديو، دلهي، جامو وكشمير، لداخ، لكشديب وبودوتشيري.

## باكستان
يُستخدم مصطلح الإقليم الفدرالي في باكستان للإشارة إلى المناطق الخمس ومجالس الاتحاد الإثني عشر في إسلام أباد التي تحكمها مباشرة حكومة الولاية باسم العاصمة الاتحادية إسلام آباد.

## ماليزيا
في ماليزيا، يُستخدم مصطلح الإقليم الفدرالي للإشارة إلى الأقاليم الثلاثة التي تحكمها الحكومة الفدرالية مباشرةً: كوالالمبور (العاصمة الوطنية)، وبوتراجاي (المركز الإداري للحكومة الفدرالية) ولابوان ( المركز المالي الدولي الخارجي ).

## أستراليا
إقليم العاصمة الأسترالية هو جيب داخل ولاية نيو ساوث ويلز. أنه يحتوي على كانبيرا، عاصمة أستراليا.

## روسيا
تمتلك روسيا لديها ثلاث مدن ذات أهمية الاتحادية، (وضعها الدستور) وهي: موسكو، سانت بطرسبرغ وسيفاستوبول ( بحكم القانون هي جزء من جزيرة القرم الأوكرانية، التي تحتلها روسيا). يتم التعامل مع كل مدينة ككيان فدرالي منفصل ولها هيئة تشريعية خاصة بها. يوجد في روسيا مقاطعات فدرالية، لكنها تشكل طبقة إدارية إضافية بين الحكومة الفدرالية والمواضيع الفدرالية بدلاً من أن تكون نوعًا متميزًا من الولاية القضائية.